# Щербина, Владимир Витальевич
Влади́мир Вита́льевич Щерби́на (20 ноября 1907, Санкт-Петербург — 20 июля 1978, Москва) — советский минералог и геохимик, доктор геолого-минералогических наук (1949), профессор (1954), лауреат Ленинской премии (1965), заслуженный деятель науки и техники РСФСР (1968).

## Биография
Родился 7 (20) ноября 1907 года в городе Санкт-Петербург.
Окончил геохимическое отделение химического факультета Ленинградского политехнического института (1930).
В 1929—1941 научный сотрудник, старший научный сотрудник Геохимического института АН СССР, тема исследований — геохимия редких элементов Харбин, Урала, Алтая, Казахстана, Кавказа и Средней Азии.
Читал лекции по общему курсу «Геохимия» в Ленинградском горном институте (1934—1938), в Тбилисском государственном университете (1938—1940), в Московском геологоразведочном институте (1936—1941).
В 1941—1944 служил в РККА.
В 1944—1962 годах — заведовал геохимической лабораторией во Всесоюзном НИИ минерального сырья.
Затем работал в Институте геохимии и аналитической химии им. В. И. Вернадского АН СССР.
Доктор геолого-минералогических наук (1949), профессор (1954).
Вице-президент Международной ассоциации геохимии и космохимии (1972—1976), член Всесоюзного минералогического общества.
Скончался 20 июля 1978 года в Москве.

## Награды и премии
- 1965 — Ленинская премия, за монографию «Основные черты геохимии урана»
- 1968 — Заслуженный деятель науки и техники РСФСР.
- 1975 — Золотая медаль имени В. И. Вернадского.